# Hillsong Young & Free
Hillsong Young & Free (também conhecido como Hillsong Y&F ou simplesmente Y&F) é um grupo de música cristã contemporânea de Sydney, Austrália. A banda começou a produzir música cristã em 2012 na Hillsong Church. Já lançaram dois álbuns ao vivo, We Are Young & Free (2013) e Youth Revival (2016) e um álbum de estúdio, III (Três, em inglês: Three) (2018). Além desses projetos, a banda possui também dois EP's: This Is Living (2015) e We Are Young & Free (The Remixes) - EP (2015).

## História
Hillsong Y&F lançou seu primeiro álbum ao vivo, We Are Young & Free, em 1 de outubro de 2013. O álbum estreou na sexta posição do ARIA Charts na Austrália, na categoria "Album", também entrando em algumas paradas da Billboard nos Estados Unidos, ficando na posição nº 22 no Billboard 200 e nº 1 na lista de álbuns cristãos. O subsequente EP, This Is Living, foi lançado em 11 de janeiro de 2015. O lançamento alcançou a posição de número 38 da Billboard 200 e número 1 na lista de álbuns cristãos. O segundo EP, We Are Young & Free (The Remixes) - EP, foi lançado em 4 de dezembro de 2015.
O segundo álbum ao vivo do grupo, Youth Revival, foi lançado em 26 de fevereiro de 2016. Em dezembro de 2016, foi anunciado que a Hillsong Young & Free foi indicado para o Grammy na categoria de Melhor Álbum Cristão de Música Contemporânea com o seu último álbum, Youth Revival. A banda participou da faixa "Marching On", do álbum Good News, da banda irlandesa cristã Rend Collective, lançado em 19 de janeiro de 2018.

## Membros
Atuais
- Aodham King
- Alexander Pappas
- Tyler Douglass
- Renee Sieff
- Ben Tan
- Melodie Wagner
- Brendan Tan
- Laura Toggs
- Alexander Epa Iosefa
- Tom Furby
- Karina Wykes
- Jack McGrath
- Tracy Pratt

Antigos
- Taya Smith